# Frémécourt
Frémécourt és un municipi francès, situat al departament de Val-d'Oise i a la regió de Illa de França. L'any 2007 tenia 544 habitants.
Forma part del cantó de Pontoise, del districte de Pontoise i de la Comunitat de comunes Vexin centre.

## Demografia

### Població
El 2007 la població de fet de Frémécourt era de 544 persones. Hi havia 173 famílies, de les quals 20 eren unipersonals (8 homes vivint sols i 12 dones vivint soles), 37 parelles sense fills, 95 parelles amb fills i 21 famílies monoparentals amb fills.
La població ha evolucionat segons el següent gràfic:
Habitants censats

### Habitatges
El 2007 hi havia 189 habitatges, 181 eren l'habitatge principal de la família, 3 eren segones residències i 5 estaven desocupats. 181 eren cases i 6 eren apartaments. Dels 181 habitatges principals, 161 estaven ocupats pels seus propietaris, 13 estaven llogats i ocupats pels llogaters i 6 estaven cedits a títol gratuït; 1 tenia una cambra, 4 en tenien dues, 30 en tenien tres, 37 en tenien quatre i 109 en tenien cinc o més. 151 habitatges disposaven pel capbaix d'una plaça de pàrquing. A 51 habitatges hi havia un automòbil i a 122 n'hi havia dos o més.

### Piràmide de població
La piràmide de població per edats i sexe el 2009 era:
| Homes | Edats   | Dones |
| ----- | ------- | ----- |
| 0     | 95 o +  | 0     |
| 0     | 90 a 94 | 0     |
| 0     | 85 a 89 | 0     |
| 0     | 80 a 84 | 0     |
| 8     | 75 a 79 | 0     |
| 12    | 70 a 74 | 12    |
| 4     | 65 a 69 | 4     |
| 4     | 60 a 64 | 4     |
| 8     | 55 a 59 | 16    |
| 16    | 50 a 54 | 8     |
| 20    | 45 a 49 | 16    |
| 24    | 40 a 44 | 28    |
| 16    | 35 a 39 | 28    |
| 20    | 30 a 34 | 12    |
| 8     | 25 a 29 | 12    |
| 8     | 20 a 24 | 16    |
| 16    | 15 a 19 | 24    |
| 12    | 10 a 14 | 12    |
| 20    | 5 a 9   | 12    |
| 24    | 0 a 4   | 24    |

## Economia
El 2007 la població en edat de treballar era de 379 persones, 315 eren actives i 64 eren inactives. De les 315 persones actives 293 estaven ocupades (162 homes i 131 dones) i 20 estaven aturades (9 homes i 11 dones). De les 64 persones inactives 9 estaven jubilades, 42 estaven estudiant i 13 estaven classificades com a «altres inactius».

### Ingressos
El 2009 a Frémécourt hi havia 185 unitats fiscals que integraven 545,5 persones, la mediana anual d'ingressos fiscals per persona era de 25.176 €.

### Activitats econòmiques
Dels 23 establiments que hi havia el 2007, 1 era d'una empresa de fabricació d'elements pel transport, 1 d'una empresa de fabricació d'altres productes industrials, 4 d'empreses de construcció, 4 d'empreses de comerç i reparació d'automòbils, 1 d'una empresa de transport, 1 d'una empresa financera, 2 d'empreses immobiliàries, 8 d'empreses de serveis i 1 d'una empresa classificada com a «altres activitats de serveis».
Dels 4 establiments de servei als particulars que hi havia el 2009, 1 era un paleta, 1 lampisteria i 2 electricistes.
L'únic establiment comercial que hi havia el 2009 era una botiga d'electrodomèstics.
L'any 2000 a Frémécourt hi havia 4 explotacions agrícoles.

## Equipaments sanitaris i escolars
El 2009 hi havia una escola elemental.

## Poblacions més properes
El següent diagrama mostra les poblacions més properes.